# André Béraud (producteur de télévision)
Pour les articles homonymes, voir Béraud et André Béraud.
André Béraud est directeur de la fiction et des longs métrages à la télévision de Radio-Canada. (Head of Drama and Feature Films)

## Biographie
(octobre 2012).
Si vous disposez d'ouvrages ou d'articles de référence ou si vous connaissez des sites web de qualité traitant du thème abordé ici, merci de compléter l'article en donnant les références utiles à sa vérifiabilité et en les liant à la section « Notes et références ».
André Béraud est diplômé de l'Université McGill de Montréal et du Peter Stark Motion Picture Producing Program de l’école de cinéma-télévision de l’University of Southern California (USC). Il officie ensuite comme Program Associate chez ABC Entertainment lors de la saison 1994-1995 puis passe chez Malofilm et Lux Films. Il arrive en 1999 chez Cirrus Communications à Montréal, l'une des plus grandes société de production audiovisuelle au Québec, où il devient partenaire et producteur sur les téléfilms, les séries dramatiques et les comédies.
En mars 2008, il est nommé directeur artistique de la fiction à TF1 par Nonce Paolini et Takis Candilis. Il a pour mission de renouveler le genre de la fiction française qui connaît une crise sans précédent. À la suite du départ de Takis Candilis, il reporte directement à Laurent Storch, directeur des programmes de TF1. En août 2009, il rentre au Québec pour occuper le poste de directeur de la fiction et des longs métrages à la télévision de Radio-Canada où il supervise la suite de séries déjà établies (Les parents, La Galère, L'Auberge du chien noir, etc.) et le lancement de nouveautés telles que 19-2, Trauma, Unité 9, 30 Vies, Apparences et Mauvais Karma.
André a enseigné l'analyse de contenu aux étudiants du volet télévision de l'INIS entre 2001 et 2008.

## Filmographie
- 2000 : La Vie, la vie (série télévisée)
- 2003 : Ciao Bella (série télévisée)
- 2003 : Hommes en quarantaine (série télévisée)
- 2003 : Les Aventures tumultueuses de Jack Carter (série télévisée)
- 2004 : Temps dur (série télévisée)
- 2004 : Naked Josh (série télévisée)
- 2004 : La Vie rêvée de Mario Jean (série télévisée)
- 2006 : Tout sur moi (série télévisée)
- 2007 : La Galère (série télévisée)
- 2008 : Sticks and Stones (téléfilm)
- 2008 : Belle-Baie (série télévisée)